# نزع السلاح في لبنان
يعتبر نزع السلاح في لبنان من القضايا المهمة في البلاد، وقد جرت في الماضي عدة محاولات فاشلة لحصر السلاح بيد الدولة. ووفقًا لمنظمة DDR التابعة للأمم المتحدة، يُحدَّد نزع السلاح كما يلي: "جمع الأسلحة والذخيرة والمتفجرات والأسلحة الخفيفة والثقيلة من المقاتلين، وغالبًا أيضًا من السكان المدنيين، وتوثيقها، والسيطرة عليها، والتخلّص منها. يشمل نزع السلاح أيضًا تطوير برامج لإدارة الأسلحة بشكل مسؤول". ويزعم بعض الخبراء أنه هناك فرصة تاريخية لتنفيذ هذا القرار في لبنان، بعد انتخاب حكومة جديدة ورئيس جديد وضعوا مشروع نزع السلاح في مقدمة أولوياتهم. من جانبهم، يقول المعارضون للمشروع، وعلى رأسهم مؤيدو حزب الله، إن وجود السلاح لديهم يساهم في أمن لبنان وحمايته أمام أعدائه.
ومع ذلك، يرى بعض الأطراف أن السلاح يجب أن يكون بيد الدولة والجيش فقط، وأن إعادة إعمار لبنان وتعزيز علاقاته الدبلوماسية يعتمد على احتكار الدولة للسلاح. وفي عام 2025، بدأ في لبنان نقاشًا واسعًا حول نزع السلاح، حيث دعا الرئيس جوزاف عون ورئيس الوزراء نواف سلام إلى نزع سلاح الميليشيات  نتيجة للضغوط الدولية وضعف حزب الله بسبب الحرب المستمرة مع إسرائيل، والأضرار الكبيرة التي تسببت بها الغارات الإسرائيلية، التي استهدفت مواقع ذخيرة وصواريخ تابعة لحزب الله. وبعد الاجتماعات الاقتصادية التي عقدتها الإدارة الأميركية والبنك الدولي وصندوق النقد الدولي في واشنطن في أبريل 2025 ، خلص المسؤولون اللبنانيون الذين شاركوا فيها إلى أن الدعم الاقتصادي الدولي يتعلق بتنفيذ الإصلاحات الداخلية في لبنان، بما في ذلك نزع سلاح الميليشيات.

## خلفية

### اتفاق الطائف وقرارات مجلس الأمن
وبما يتعلق بالسلاح في لبنان، وقد ذكر اتفاق الطائف، الذي وقّعته جميع الأطراف المشاركة في الحرب الأهلية عام 1989، موضوع تسليم أسلحة كل الميليشيات المسلحة إلى الدولة اللبنانية خلال ستة أشهر، كأحد شروط إنهاء الحرب. وفي عام 2004، أصدر مجلس الأمن التابع للأمم المتحدة قرار 1559، الذي اضطرت سوريا بموجبه إلى الانسحاب من الأراضي اللبنانية، وشمل أيضًا نص القرار موضوع حل جميع الميليشيات اللبنانية ونزع سلاحها. وكان ذلك بهدف تعزيز سيادة الدولة على كامل الأراضي اللبنانية.

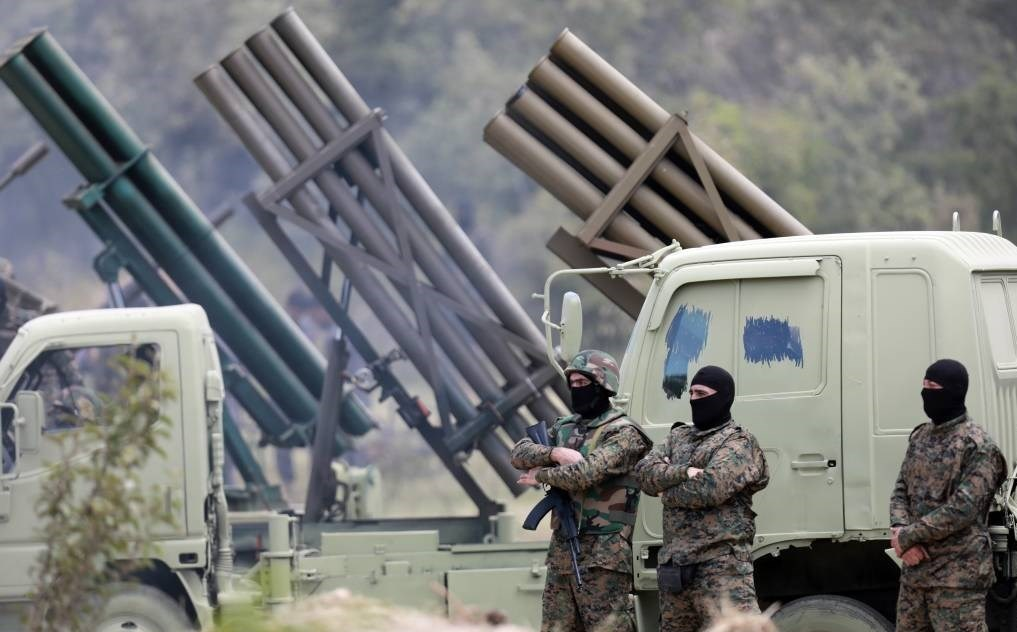
صواريخ حزب الله، مايو 2023

متابعة للحرب بين لبنان وإسرائيل عام 2006، أصدر مجلس الأمن قرارًا إضافيًا في 11 أغستس 2006، عُرف باسم "قرار مجلس الأمن رقم 1701"، دعا إلى وقف إطلاق النار بين لبنان وإسرائيل، وطالب بالتنفيذ الفعلي للقرار 1559، بما في ذلك نزع سلاح المجموعات المسلحة اللبنانية، وإقامة منطقة بين الحدود ونهر الليطاني خالية من أي مسلحين أو أسلحة، غير تلك التي تنشرها الحكومة اللبنانية وقوة الطوارئ الدولية. وبعد إصدار القرار، وافق عليه مجلس الوزراء اللبناني بإجماع. وفي خطاب ألقاه الأمين العام لحزب الله حسن نصر الله عن هذا القرار، قال نصر الله إن "عندما تتوقف الأفعال العدوانية الاسرائيلية فإن ردود الأفعال ستتوقف حكمًا وبشكل طبيعي"، وإن "عندما يتقرر انتشار الجيش وقوات اليونيفيل سوف تلقى من المقاومة كل التعاون والتسهيل والاستعداد المطلوب".

### المعركة مع إسرائيل (2023-2025)
أنظر أيضًا: صراع حزب الله وإسرائيل (2023-الآن)
وبعد هجوم حركة حماس على إسرائيل في 7 أكتوبر 2023، فُتِحت جبهة إضافية بين حزب الله وإسرائيل، مما أدى إلى عشرات الغارات وسقوط العديد من القتلى والجرحى. وخلال هذا الصراع، بدأت تُسمع أصوات تنتقد تورط حزب الله في الحرب، مشيرة إلى أن الحزب زجّ بلبنان في حرب ليست حربه، بطريقة لا تفيد أهالي غزة وتلحق الضرر بلبنان. وفي هذا السياق، قال رجل الدين الشيعي علي الأمين لقناة العربية الإخبراية، إن "في ظل وجود أسلحة غير أسلحة الدولة، فإن القلق سيظل قائمًا"، وأكد على ضرورة نزع سلاح الميليشيات اللبنانية. كما قال مسؤولون وصحفيون إسرائيليون لوسائل الإعلام العربية إن حزب الله يعرّض سكان لبنان للخطر، لأنه يخزن صواريخ وذخائر في مناطق سكنية، مما سيعرضهم للخطر عندما تقوم إسرائيل بقصفها.

## مشروع نزع السلاح 2025
وبعد زيارة المبعوثة الأمريكية مورغان أورتاغوس إلى لبنان في فبراير 2025، قالت إنّه يجب نزع سلاح حزب الله في أقرب وقت ممكن من خلال الجيش اللبناني. وشملت زيارتها التي استمرت ثلاثة أيام عددًا من اللقاءات، من بينها لقاءات مع رئيس الجمهورية جوزاف عون ورئيس الوزراء نواف سلام ورئيس مجلس النواب نبيه بري. وبعد لقاءاتها مع السياسيين اللبنانيين، قالت إن إسرائيل لن تقبل بإطلاق الإرهابيين النار عليها داخل أراضيها. وأثارت تصريحات أورتاغوس جدلًا في لبنان، وبدأ نقاش واسع النطاق حول قضية نزع السلاح غير القانوني في البلاد ولا سيما سلاح حزب الله.

وبعد انتخاب جوزاف عون رئيسًا للجمهورية اللبنانية في يناير 2025، ألقى خطابًا أمام مجلس النواب اللبناني، أشار فيه عدة التزامات مستقبلية له. وكانت من بين القضايا التي تناولها الرئيس في خطاب القسم قضية احتكار السلاح بيد الدولة، حيث قال إن من المهم وجود السلاح بيد الجيش اللبناني فقط. وفي مقابلة له لصحيفة العربي الجديد في أبريل 2025، قال عون إنه يريد أن تكون عام 2025 عام احتكار السلاح بيد الدولة، وأضاف أن عندما يتخلى حزب الله عن سلاحه، سيمكن أعضائه الاتحاق في الجيش اللبناني. وخلال لقائه مع البطريرك الماروني الكاردينال مار بشاره بطرس الراعي، قال عون إنه مثلما التزم في خطاب القسم، فإنه بالفعل يعتزم تنفيذ قرار حصر السلاح قريبًا.

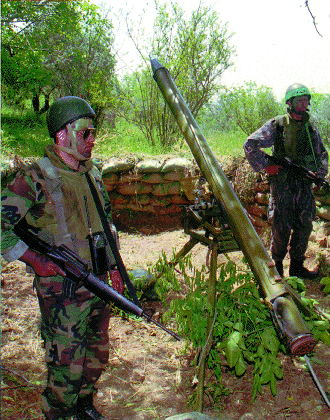
مقاتلو حزب الله

وعندما مثلت حكومة نواف سلام بيانها الوزاري أمام مجلس النواب، أكدت أنّها تلتزم بتنفيذ ما قاله الرئيس عون في خطاب القسم عن احتكار السلاح بيد الدولة. كما أشار رئيس الوزراء نواف سلام إلى موقف الدولة بشأن حل الميليشيات ونزع السلاح، وقال في مقابلة له لصحيفة "واشنطن بوست" في أبريل 2025 إن الدولة تصمم على حصر السلاح بيد الشرعية في شمال نهر الليطاني وجنوبه، وهو ما يتماشى مع ما قاله الرئيس في هذا الموضوع. وعزز وزير الخارجية يوسف رجي موقف لبنان الرسمي في القضية، حيث أكد أن "لا إعادة إعمار ومساعدات دولية قبل حصرية السلاح شمال الليطاني وجنوبه". وقد اتخذ الوزير رجي قرارًا باستدعاء السفير الإيراني لإجراء محادثة توضيحية، بعد أن وجه الأخير انتقادات لمساعي الدولة بشأن نزع السلاح. وأوضح وزير الخارجية للسفير أن الانتقادات لمواقف الدولة ليس ضمن صلاحياته.
من جانب الميليشيات ذاتها، وقد قال مسؤول بجماعة حزب الله لوكالة رويترز في 9 أبريل، إن حزب الله ستناقش مع الرئيس عون نزع سلاحها لأول مرة. وجاء هذا بعد قول المبعوثة الأمريكية أورتاغوس إن "لبنان ملتزم بهذه الخطوة وفق بنود القرار الأممي 1701، الذي ينص على نزع سلاح حزب الله على جميع الأراضي اللبنانية". وفي 27 أبريل 2025، قال النائب بيار بو عاصي من حزب القوات اللبنانية أن حزبه "ثابت في موقفه القاضي بضرورة وضع خطة زمنية لسحب سلاح "الحزب" وكل سلاح غير شرعي على الأراضي اللبنانية، لا سيما أن حصر السلاح بيد الدولة مبدأ سيادي مكرس في الدستور أولًا، واتفاق الطائف ثانيًا، وفي كل من القرارات الدولية واتفاق وقف إطلاق النار ذات الصلة، ناهيك عن كونه مدرجًا كتعهد قاطع في كل من خطاب القسم للرئيس جوزاف عون والبيان الوزاري لحكومة الرئيس نواف سلام". وفي 27 مايو التقى الرئيس جوزيف عون، رئيس كتلة الوفاء للمقاومة النائب محمد رعد، بحضور عدد من نواب حزب الله، وبحسب المصادر فأن حزب الله لا يعارض مناقشة ملف حصر السلاح بيد الدولة في مرحلة ما بعد الانسحاب الإسرائيلي، وهو مستعد للبحث في خطة الأمن الوطني، بما في ذلك الاستراتيجية الدفاعية للبنان.
وفي 31 يوليو 2025، بمناسبة العيد الثمانين للجيش اللبناني، أعلن الرئيس عون استعداده لسحب سلاح حزب الله وتسليمه للجيش، مؤكداً أن حصر السلاح بيد الدولة ضرورة لحماية لبنان واستقراره، وأن التمسك بالسلاح يهدد الدعم العربي والدولي. كما طالب بوقف الاعتداءات الإسرائيلية وانسحابها خلف الحدود. وشدد على أهمية علاقات جيدة مع سوريا، واستعادة موقع لبنان في محيطه العربي. داخلياً، أعلن عن إصلاحات قضائية واقتصادية وأمنية.
قررت الحكومة اللبنانية في 5 أغسطس 2025 حصر سلاح حزب الله  بيد القوى الأمنية، في خطوة غير مسبوقة. وجاء القرار في أعقاب الدمار الواسع الذي لحق بلبنان خلال الحرب مع إسرائيل، وهي حرب خاضها حزب الله من دون تفويض من الحكومة اللبنانية، وفي ظل وعود دولية ببرامج إعادة إعمار ودعم اقتصادي مشروط بنزع سلاح الحزب. وقد اعتبر حزب الله هذه الخطوة تجريداً للبنان من قدرته الدفاعية، فيما حذّر نعيم قاسم، من أنّ القرار يعرّض البلاد لخطر حرب أهلية وفتنة داخلية، متهماً الحكومة بتنفيذ أوامر أمريكية - إسرائيلية. وأكد أنّ المقاومة لن تسلّم سلاحها ما دام الاحتلال والعدوان مستمرين، مشدداً على أنّ شرعيتها مستمدة من "دماء الشهداء" لا من الحكومة، ومطالباً بعدم زج الجيش اللبناني في الصراع الداخلي.
وعقب هذه المواقف التصعيدية، أعلن عدد من النواب والشخصيات السياسية في لبنان عزمهم التقدّم بشكوى قضائية ضد نعيم قاسم، معتبرين تصريحاته الأخيرة تهديداً مباشراً لأمن البلاد وخطراً قد يفتح الباب أمام حرب أهلية ويؤجّج النعرات الطائفية. وفي اجتماع ضمّ ممثلين عن "الجبهة السيادية" بينهم أشرف ريفي، جورج عقيص كميل شمعون وآخرين، جرى الاتفاق على التوجّه إلى النيابة العامة التمييزية لاتخاذ الإجراءات القانونية اللازمة بحق قاسم، استناداً إلى مواد محددة في القانون اللبناني. كما كُلّف النائب اللواء أشرف ريفي بمتابعة الاتصالات والتحرّكات المطلوبة لضمان المضي قدماً في مسار الشكوى.

## ردود الفعل
حزب الله: ورد الأمين العام لحزب الله نعيم قاسم على التصريحات بشأن نزع سلاح الحزب، قائلًا إن "لن نسمح لأحد أن ينزع سلاح المقاومة". وأضاف أن حزبه سيواجه من يعمل على نزع سلاحه، كما واجه إسرائيل.
حزب القوات اللبنانية: قال رئيس الحزب سمير جعجع إن مسألة نزع السلاح ليست ورقة مساومة، بل هي مركز مشروع إعادة إعمار لبنان. ودعا جعجع إلى ترسيخ السلطة الحصرية للدولة في الشؤون الأمنية، وتعزيز سيادتها من خلال نزع السلاح.
السعودية: بعد هجوم حزب الله على موكب اليونيفيل، قالت الخارجية السعودية إنها تدعم جميع الإجراءات التي اتخذتها السلطات اللبنانية ضد حزب الله، وكما تدعم الجيش اللبناني في جهوده للسيطرة على كل السلاح في لبنان. وعندما سُئل وزير الصناعة اللبناني جو عيسى الخوري عن فتح الأسواق السعودية وتعزيز العلاقات الاقتصادية بين البلدين، قال إن التواصل الاقتصادي مع السعودية أو الحوار معها بشأن إعادة إعمار لبنان لم يمكن قبل نزع سلاح حزب الله.
الولايات المتحدة: قالت المبعوثة الأمريكية مورغان أورتاغوس إنه كجزء من سياسة الضغوط التي يتبعها الرئيس ترامب على إيران، تتوقع الولايات المتحدة من لبنان أن يعمل على نزع جميع السلاح غير القانوني، وأضافت أن الجيش اللبناني قادر على تنفيذ مهمة نزع السلاح. ولمحت إلى أنه يجب على لبنان اتخاذ الإجراءات بسرعة، لأن لصبر الرئيس ترامب وإدارته حدود.

## تصريحات ذات صلة
- في مقابلة مع سكاي نيوز عربية، صرّح رئيس الوزراء اللبناني نواف سلام أن المنطقة شبعت من الاستقطاب الإيراني الأميركي، مؤكدًا أن "عصر تصدير الثورة الإيرانية انتهى". وأكد أن حكومته لن تقبل ببقاء أي سلاح خارج سلطة الدولة، وأن البلاد تسير في مسار جديد رغم صعوبة التوقعات.[36]
- عقب الحرب بين إيران وإسرائيل، صرّح وليد جنبلاط أن إسرائيل حققت انتصارًا واضحًا، معتبرًا أن هذا التحول يتطلب إعادة نظر في النظام الإقليمي. وأكد أن المرحلة الجديدة تفرض على لبنان السير نحو تطبيع واقعي مع إسرائيل، مشددًا على ضرورة حصر السلاح بيد الدولة اللبنانية وتسليمه للجيش كشرط أساسي لتحقيق الأمن والاستقرار، ومشيرًا إلى أن هذه الخطوات ضرورية لمواكبة المتغيرات الإقليمية والدولية.[37]

## تحليلات
تُعدّ مسألة نزع السلاح في لبنان، لا سيّما سلاح "حزب الله"، من أكثر القضايا تعقيدًا وتشابكًا، إذ تتداخل فيها الأبعاد السياسية والطائفية والدينية والسيادية. ففي حين يرى مؤيّدو الحزب أنّ هذا السلاح هو امتداد "لمقاومة" مستمرة تهدف إلى حماية لبنان من الاعتداءات الإسرائيلية، يربطه البعض أيضًا برمزية دينية عميقة، لاسيّما في أوساط الطائفة الشيعية، حيث يُقدَّم كامتداد لثورة الإمام الحسين في كربلاء ضد الظلم والطغيان. يُوظَّف هذا الربط الرمزي لترسيخ شرعية السلاح وجعله جزءًا من الهوية الدينية والسياسية للطائفة، في ما يشبه "عقيدة سلاحية" تتجاوز البعد الأمني.
إلا أنّ هذه المقاربة تُواجَه بانتقادات شديدة من أطراف داخل الطائفة وخارجها، إذ يرى كثيرون أنّها تشوّه الرسالة الحقيقية للحسين التي تمحورت حول مقاومة الاستبداد وطلب العدالة، وليس حول تأسيس قوة مسلّحة دائمة خارجة عن الدولة. ويرى المنتقدون أن ربط السلاح بالمظلومية التاريخية للطائفة الشيعية يُستخدم كأداة لتبرير هيمنة سياسية وعسكرية، ما يُقوّض مبدأ المواطنة المتساوية، ويهدد نموذج الدولة المدنية التعددية في لبنان.
كما يشير هؤلاء إلى أنّ استمرار وجود السلاح خارج إطار الدولة يُشكل خرقًا واضحًا للدستور اللبناني، الذي ينصّ على حصرية القوة المسلحة بيد الدولة ومؤسّساتها الشرعية. وبالتالي، فإن النقاش حول نزع السلاح يتجاوز إطاره العسكري أو الأمني، ليصبح مسألة مرتبطة بتحديد شكل الدولة اللبنانية، وعلاقتها بمواطنيها، وتموضع الطوائف في داخلها، فضلًا عن طبيعة العقد الاجتماعي الذي يفترض أن يحكم الجميع على قاعدة الشراكة، لا الغلبة.

## أنظر أيضًا
- صراع حزب الله وإسرائيل (2023-الآن)
- قرار مجلس الأمن رقم 1701
- جوزاف عون
- نواف سلام